# 위커맨 (2006년 영화)
《위커 맨》(영어: The Wicker Man)은 미국, 캐나다, 독일에서 제작된 닐 러뷰트 감독의 2006년 공포 영화이다. 1973년 동명 영화의 리메이크작이다. 니컬러스 케이지, 엘런 버스틴 등이 출연하였고, 보아즈 다비드손 등이 제작에 참여하였다.
이야기는 태평양 북서부 섬을 무대로 펼쳐지며, 현대 이교를 소재로 삼았다.
대체로 부정 평가를 받았으며, 2007년 제27회 골든 래즈베리상에서 최악의 작품상, 최악의 남우주연상, 최악의 각본상을 포함하여 다섯 개 부문 후보로 올랐다.

## 출연
- 니컬러스 케이지
- 엘런 버스틴
- 케이트 비핸
- 릴리 소비에스키
- 프랜시스 콘로이
- 몰리 파커
- 다이앤 델러노
- 제임스 프랭코
- 제이슨 리터
- 크리스타 캠벨

## 기타 제작진
- 라인 제작: 브래드 밴애러건
- 총괄 제작: 조앤 셀라
- 공동 제작: 숀 윌리엄슨
- 배역: 하이디 레빗, 모린 웨브
- 미술: 필립 바커
- 의상: 리넷 마이어